# Gymnastes (Gymnastes) tridens
Gymnastes (Gymnastes) tridens is een tweevleugelige uit de familie steltmuggen (Limoniidae). De soort komt voor in het Oriëntaals gebied.